# Become One
Become One war eine sechsköpfige deutsche Popband. Sie wurde im Herbst 2003 im Rahmen der Castingshow Fame Academy zusammengestellt, die vom 7. September bis 30. November 2003 im Programm des Fernsehsenders RTL II ausgestrahlt wurde.
Im Verlauf der Sendung setzten sich die sechs Musiker und Tänzer gegen zehn Mitstreiter durch. In der Finalshow entschied das Publikum mittels telefonischer Abstimmung über die endgültige Zusammensetzung der Band. Einen Tag nach der Abschlussgala zur Sendung kam unter dem Titel Don’t Need Your Alibis die erste Single der Band auf den Markt. Produzent des Songs war Michael Kersting, der zuvor schon Erfolge mit Sasha, Ben und Gracia Baur gefeiert hatte. Trotz der niedrigen Einschaltquoten der Sendung entwickelte sich der Titel in Deutschland und im deutschsprachigen Ausland zu einem Charterfolg. Doch die Band blieb nicht lange zusammen. Nach der Veröffentlichung ihres Debütalbums und einer weiteren weniger erfolgreichen Single traten die sechs Musiker am 25. Juli 2004 zu einem Abschiedskonzert im Freizeit-Land Geiselwind auf und gaben danach ihre Auflösung bekannt.

## Mitglieder
- Carolin Arnold (* 16. Oktober 1978)
- Christopher Komm (* 19. Mai 1985)
- David Hernandez (* 24. April 1978)
- Ji-In Cho (* 30. Dezember 1976)
- Sedat Türüc (* 15. Juli 1978)
- Thomas Bopp (* 22. März 1981)

## Diskografie
Alben
- 2004: 1

Singles
- 2003: Don’t Need Your Alibis
- 2004: Come Clean